# Джонатан Нейхард
Джонатан Гнейзенау Нейхард (на английски: Johnathan (John) Gneisenau Neihardt), (1881 – 1973) е американски поет, писател и любител историк. Автор е на серия от поетични и белетристични творби, посветени на историята на американския Далечен Запад.
Името му придобива широка известност във връзка с книгата "Говори Черния лос: историята на един свещен човек от племето сиу" (на английски: Black Elk Speaks: Being the Life Story of a Holy Man of the Oglala Sioux, 1932). Тя е резултат от контактите на Нейхард с шамана от племето тетон лакота Черния Лос (Хехака Сапа) и представлява поетичен разказ за живота, културата и религията на индианците по време на свободния им живот и ранната резервационна епоха. Тази книга е преведена на повече от 25 езика, вкл. и на български (издадена под заглавието „Един велик шаман говори“, С., 1995).